# Sipailou
Sipailou (kinesiska: 四牌楼, 四牌楼街道) är en socken i Kina. Den ligger i provinsen Jiangsu, i den östra delen av landet, omkring 63 kilometer öster om provinshuvudstaden Nanjing. Antalet invånare är 55989. Befolkningen består av 27 757 kvinnor och 28 232 män. Barn under 15 år utgör 11,0 %, vuxna 15-64 år 78 %, och äldre över 65 år 10,0 %.
Genomsnittlig årsnederbörd är 1 277 millimeter. Den regnigaste månaden är juli, med i genomsnitt 262 mm nederbörd, och den torraste är december, med 31 mm nederbörd.